# Oskar Svensson
Pour les articles homonymes, voir Svensson.
Oskar Svensson est un fondeur suédois, né le 7 septembre 1995 à Falun. Sa discipline de prédilection est le sprint, gagnant ses premières courses de Coupe du monde en 2021.

## Biographie
Membre du club de sa ville natale Falun, il apparaît dans des courses de la FIS à partir de 2011.
Aux Championnats du monde junior 2013, il est médaillé de bronze avec ses coéquipiers du relais. Lors de l'édition 2014, à Val di Fiemme, il est médaillé d'argent sur le sprint libre.
En Coupe du monde, il fait ses débuts en mars 2014 et marque ses premiers points en janvier 2015 au sprint d'Otepää. La saison suivante, il est sélectionné pour le Tour de ski, où il finit notamment 7e du sprint classique et 18e de la mass-start quinze kilomètres d'Oberstdorf.
En janvier 2017, il obtient son premier podium en Coupe du monde en terminant deuxième du sprint par équipes de Toblach avec Karl-Johan Westberg.
En 2018, il atteint la finale du sprint classique des Jeux olympiques à Pyeongchang, pour se classer cinquième.
Svensson parvient à monter individuellement sur le podium lors de la saison 2020-2021, avec une victoire sur le sprint classique de Val di Fiemme, sur le Tour de ski. Il est aussi deuxième du sprint classique de Falun, où il est basé et vainqueur du sprint libre d'Ulricehamn.
Aux Championnats du monde 2021, à Oberstdorf, il est finaliste du sprint, arrivant sixième et prend notamment la quatrième place au relais.

## Palmarès

### Jeux olympiques d'hiver
| Épreuve / Édition   | Sprint                           | Sprint    | 15 km | 15 km                            | Skiathlon 2 × 15 km | 50 km | Relais | Relais    |
| Épreuve / Édition   | libre                            | classique | libre | classique                        | Skiathlon 2 × 15 km | 50 km | Sprint | 4 × 10 km |
| JO 2018 Pyeongchang | Épreuve inexistante à cette date | 5e        | —     | Épreuve inexistante à cette date | —                   | —     | —      | —         |

Légende :
- : pas d'épreuve
- — : Non disputée par Svensson

### Championnats du monde
| Épreuve / Édition        | Sprint                           | Sprint                           | 15 km                            | 15 km                            | Skiathlon 2 × 15 km | 50 km | Relais                    | Relais    |
| Épreuve / Édition        | libre                            | classique                        | libre                            | classique                        | Skiathlon 2 × 15 km | 50 km | Sprint                    | 4 × 10 km |
| Mondiaux 2017 Lahti      | 19e                              | Épreuve inexistante à cette date | Épreuve inexistante à cette date | —                                | —                   | —     | —                         | —         |
| Mondiaux 2019 Seefeld    | —                                | Épreuve inexistante à cette date | Épreuve inexistante à cette date | —                                | —                   | -     | 4e                        | 5e        |
| Mondiaux 2021 Oberstdorf | Épreuve inexistante à cette date | 6e                               | -                                | Épreuve inexistante à cette date | —                   | -     | 6e                        | 4e        |
| Mondiaux 2025 Trondheim  |                                  | Épreuve inexistante à cette date |                                  |                                  |                     |       | Médaille de bronze, monde |           |

Légende :
- : pas d'épreuve
- — : n'a pas participé à l'épreuve

### Coupe du monde
- Meilleur classement général : 10e en 2021.
- 2 podiums individuels : 1 victoire et 1 deuxième place.
- 2 podiums en sprint par équipes : 1 deuxième place et 1 troisième place.

#### Courses par étapes
- Tour de ski :
  - 1 victoire d'étape (sprint de Val di Fiemme en 2020-2021).

#### Victoire individuelle
| Épreuve / Édition | Sprint     | Sprint    | 15 km | 15 km     | Skiathlon 2 × 15 km | 30 km | 30 km     | 50 km | Tour de ski ou Finales ou Nordic Opening |
| Épreuve / Édition | libre      | classique | libre | classique | Skiathlon 2 × 15 km | libre | classique | 50 km | Tour de ski ou Finales ou Nordic Opening |
| 2020-21           | Ulricehamn |           |       |           |                     |       |           |       |                                          |

#### Classements en Coupe du monde
| Saison / Épreuve | Saison / Épreuve | Général | Général | Distance | Distance | Sprint | Sprint |
| Saison / Épreuve | Saison / Épreuve | Class.  | Points  | Class.   | Points   | Class. | Points |
| ---------------- | ---------------- | ------- | ------- | -------- | -------- | ------ | ------ |
| 2015             | 2015             | 145e    | 3       | -        | -        | 89e    | 3      |
| 2016             | 2016             | 52e     | 135     | 57e      | 31       | 23e    | 104    |
| 2017             | 2017             | 43e     | 143     | 89e      | 11       | 18e    | 132    |
| 2018             | 2018             | 31e     | 229     | 42e      | 66       | 18e    | 125    |
| 2019             | 2019             | 32e     | 239     | 45e      | 59       | 16e    | 156    |
| 2020             | 2020             | 45e     | 148     | -        | -        | 14e    | 138    |
| 2021             | 2021             | 10e     | 484     | 26e      | 141      | 4e     | 283    |

### Championnats du monde junior
- Liberec 2013 :
  -  Médaille de bronze du relais.
- Val di Fiemme 2014 :
  -  Médaille d'argent du sprint libre.

### Coupe de Scandinavie
- 2 victoires.